# Park Narodowy Inagua
Park Narodowy Inagua (ang. Inagua National Park) – park narodowy utworzony w 1965 roku, znajdujący się na Bahamach, na wyspie Wielka Inagua (ang. Great Inagua) w południowej części archipelagu Bahamów.

## Historia
Na początku lat 50. XX wieku zaobserwowano na Bahamach nagły spadek populacji flaminga karmazynowego do ok. 5 tys. osobników. Był on skutkiem polowań na osobniki tego gatunku dla jaj oraz kolorowych piór. Również sprowadzone w połowie XVIII wieku przez stacjonujących na Inagui francuskich żołnierzy świnie, które z czasem zdziczały, zjadały składane przez flamingi jaja i niszczyły zakładane przez nie gniazda. Na początku XX wieku przelatujący nisko nad wyspą lotnicy brytyjskich Royal Air Force płoszyli flamingi dla zabawy.
Celem ochrony tego gatunku w 1952 roku założono towarzystwo Society for the Protection of the Flamingo in the Bahamas. W 1959 roku powołano Bahama National Trust (BNT), a w 1965 roku utworzono Park Narodowy Inagua, który na 99 lat oddano w zarząd BNT.
W 1997 roku Park Narodowy Inagua został uznany za obszar wodno-błotny o znaczeniu międzynarodowym konwencji ramsarskiej. Od 2007 roku jest częścią ostoi ptaków IBA Great Inagua (BS039) organizacji BirdLife International, a w 2015 roku wpisano go na bahamską listę informacyjną – listę obiektów, które Wspólnota Bahamów zamierza rozpatrzyć do zgłoszenia na listę światowego dziedzictwa UNESCO na podstawie zaproponowanych kryteriów: kulturowego VI oraz przyrodniczego X.

## Charakterystyka

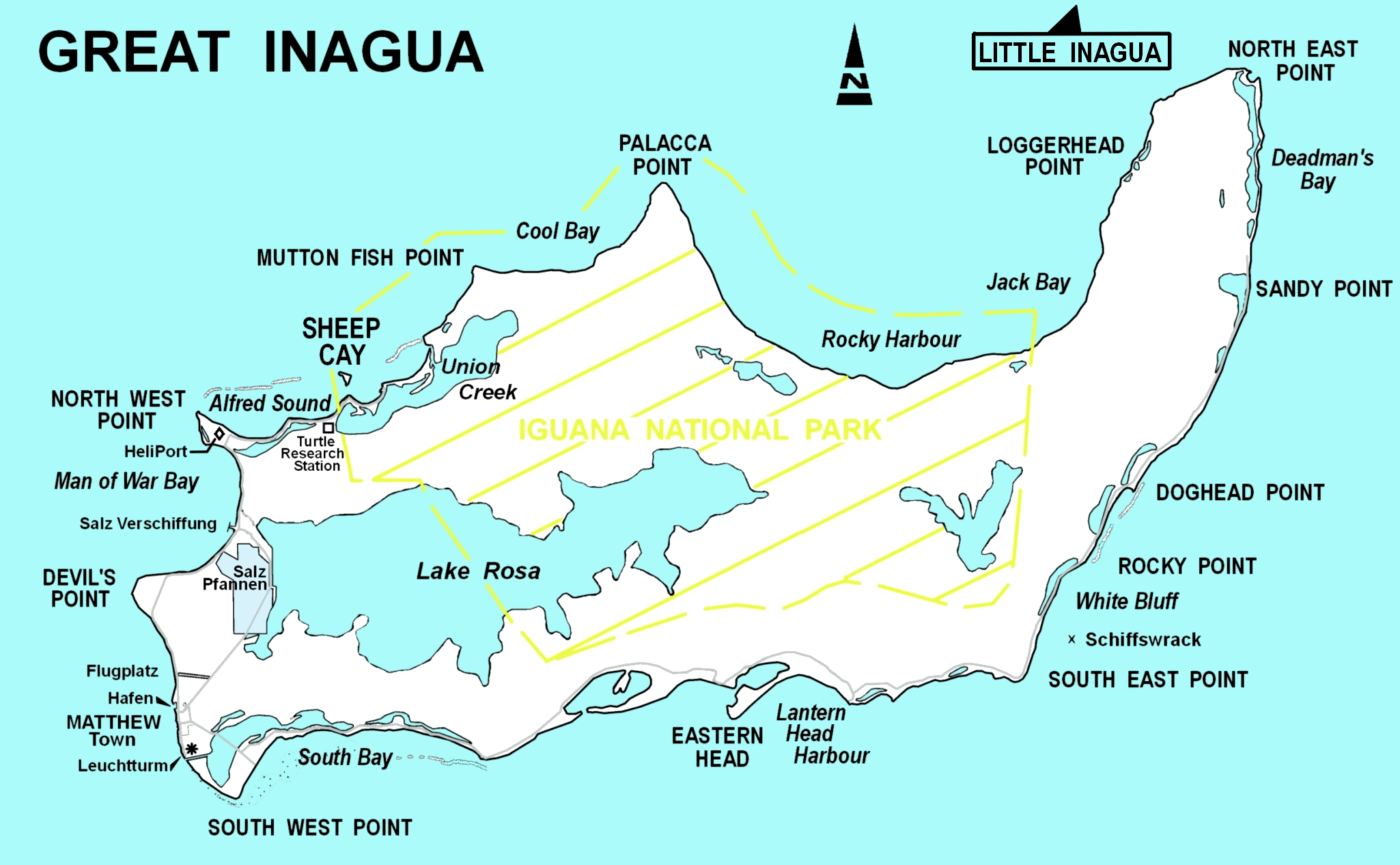
Mapa Wielkiej Inagui z zaznaczonym parkiem narodowym

Park Narodowy Inagua znajduje się na wyspie Wielka Inagua należącej do archipelagu Bahamów, wchodzącej w skład państwa Bahamy, i zajmuje jej środkową i północną część. Podawana jest różna powierzchnia parku narodowego: 183 740 akrów i 287 mil kwadratowych (czyli ok. 743 km²) oraz 32 600 ha. 1/4 jego obszaru zajmuje wschodnia część jeziora Lake Rosa (zwanego również Lake Windsor) – największego słonego jeziora na Bahamach – którego głębokość wynosi 1,5 m. Na powierzchni jeziora leżą liczne niewielkie wysepki.
W granicach parku, w jego północno-zachodniej części znajduje się słona laguna Union Creek, na terenie której utworzono rezerwat i stację badawczą. Od 1974 roku prowadzone są tam badania nad żyjącymi w lagunie żółwiami morskimi – zagrożonym żółwiem zielonym (Chelonia mydas) i krytycznie zagrożonym żółwiem szylkretowym (Eretmochelys imbricata). Na południe od przylądka Palacca Point (a na północ od Lake Rosa) rozciągają się słonawe bagna z płatami namorzynów, zaś na północny zachód od przylądka South East Point (i na wschód od Lake Rosa) znajdują się Close-in-Point Lakes – stałe słone bagna otoczone gęstymi namorzynami.
W zachodniej części Lake Rosa, poza granicami parku narodowego, znajdują się saliny wytwarzające sól kamienną, należące do przedsiębiorstwa Morton Salt.

### Fauna

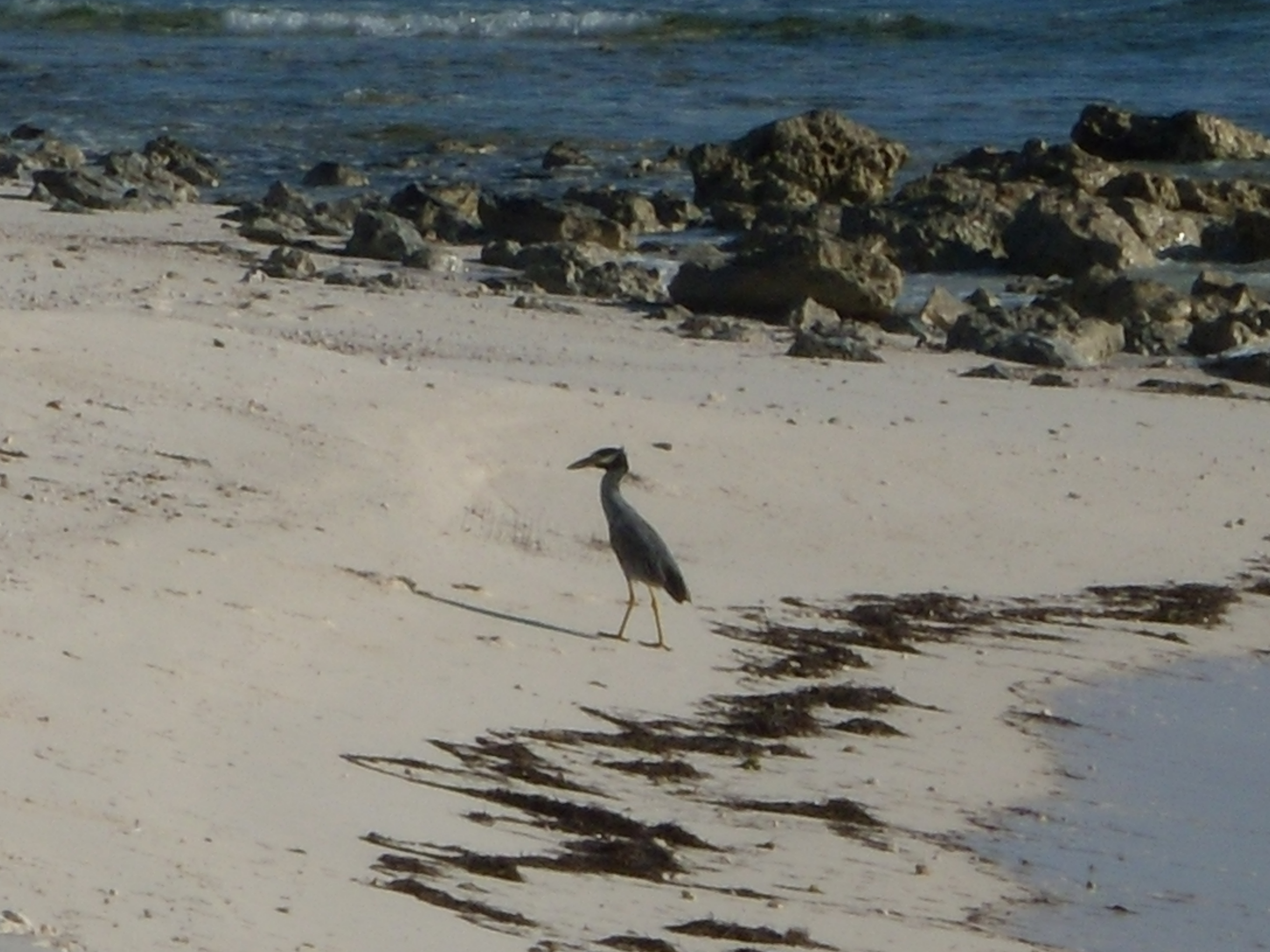
Ślepowron żółtoczelny na Wielkiej Inagui (2011)

Park Narodowy Inagua jest ważnym obszarem lęgowym ptactwa wodnego; występują tu też ptaki zimujące. Zamieszkująca teren parku populacja flaminga karmazynowego (Phoenicopterus ruber) jest największą na Bahamach. W latach 70. XX wieku liczyła ok. 21 tys. osobników, a dzięki objęciu tego terenu ochroną jej liczebność zwiększyła się do ok. 40 tys. osobników w 1998 roku i ok. 50 tys. osobników w 2006 roku. Gatunek ten żywi się skorupiakami z rodzaju Artemia, które zasiedlają słone Lake Rosa.
W zagajnikach na terenie parku gniazduje endemiczny podgatunek amazonki kubańskiej – Amazona leucocephala bahamensis, a także gołąbczak karaibski (Patagioenas leucocephala). Do innych ptaków lęgowych tu występujących należą m.in. ślepowron żółtoczelny (Nyctanassa violacea), kormoran oliwkowy (Phalacrocorax olivaceus), pelikan brunatny (Pelecanus occidentalis; 200 par w 2015 roku), czapla zielona (Butorides virescens), czapla śniada (Egretta caerulea), czapla trójbarwna (Egretta tricolor), warzęcha różowa (Ajaia ajaja; 100 par), rożeniec białolicy (Anas bahamensis), sieweczka krzykliwa (Charadrius vociferus) i lasówka złotawa (Dendroica petechia). Ibis biały (Eudocimus albus) i ibis kasztanowaty (Plegadis falcinellus) znane są z przelotów przez obszar parku, zaś czapla modra (Ardea herodias) zimuje na jego terenie.

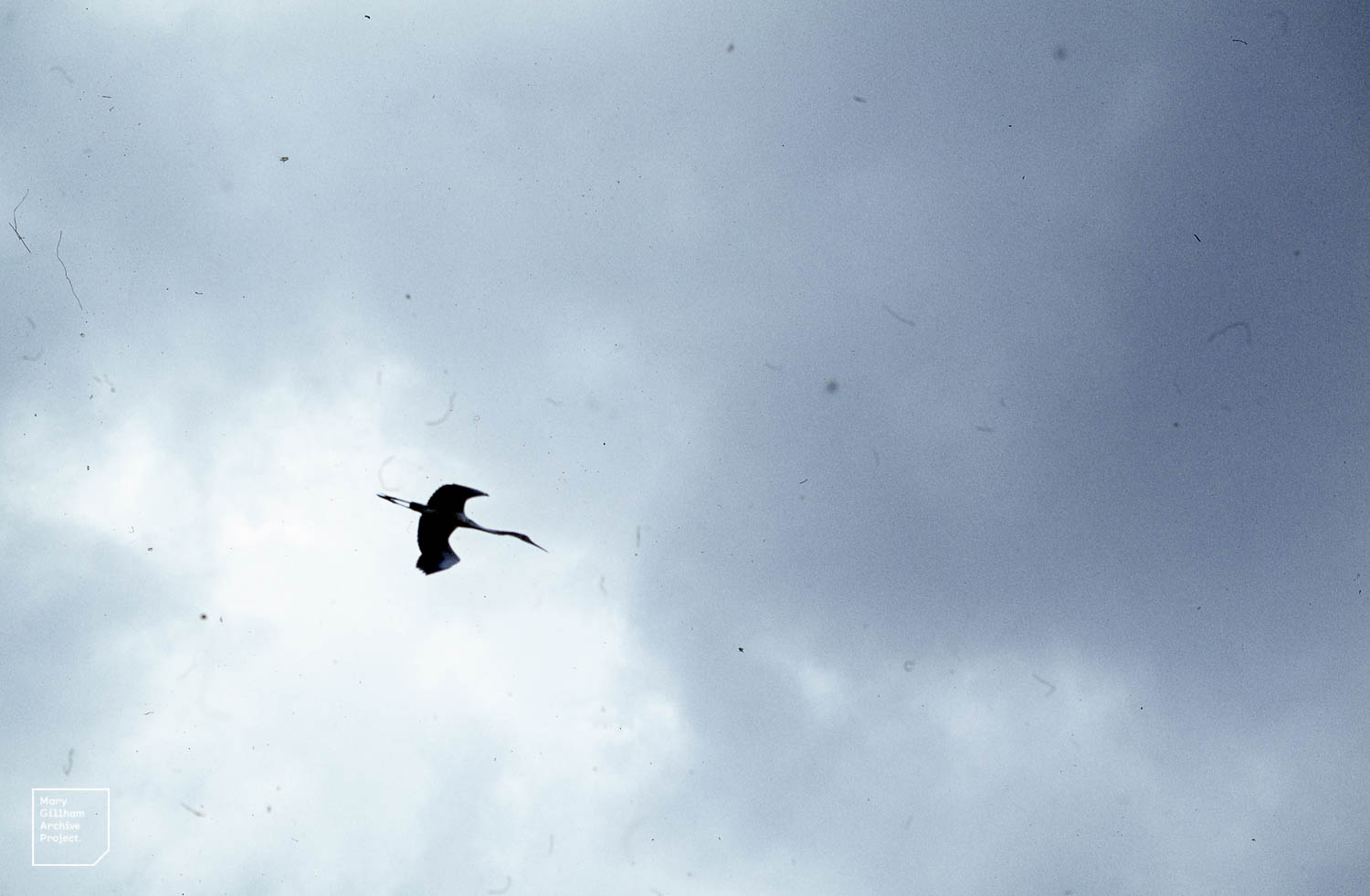
Czapla trójbarwna w locie nad wyspą (1979)

Bliskimi zagrożenia gatunkami ptaków, które zamieszkują Park Narodowy Inagua są drzewica karaibska (Dendrocygna arborea; 100 par lęgowych w 2015 roku) i czapla rdzawoszyja (Egretta rufescens; 300 par). W parku występuje również endemiczny żółw Chrysemys malonei.
Zagrożeniem dla gniazd ptaków oraz dla lokalnej roślinności są dziki (Sus scrofa) i osły (Equus asinus), problemem pozostają również nielegalne polowania.

### Flora
Północne, północno-wschodnie i wschodnie brzegi Lake Rosa porastają gęste namorzyny tworzone przez Avicennia germinans i Conocarpus erectus. Na wyspie występują też zarośla (skrub) oraz słone lub słonawe sezonowe bagna. Wyżej położone tereny porastają liściaste zagajniki.